# 귀여운 악마
《귀여운 악마》(영어: Dutch 혹은 영어: Driving Me Crazy)는 미국에서 제작된 피터 페이먼 감독의 1991년 로드 코미디 드라마 영화이다. 존 휴스가 각본을 쓰고 제작에 참여하였고, 에드 오닐 등이 출연하였다.

## 출연
- 에드 오닐
- 이선 엠브리
- 조베스 윌리엄스
- 크리스토퍼 맥도널드
- E. G. 데일리
- 아리 마이어스
- L. 스콧 콜드웰
- 캐슬린 프리먼
- 퍼트리카 다보
- 미키 존스
- 샘 메닝
- 앤 헌

## 기타 제작진
- 미술: 스탠 졸리